# Memole dolce Memole (singolo)
Memole dolce Memole è il ventiduesimo singolo della cantante italiana Cristina D'Avena, pubblicato nel 1986 e distribuito da C.G.D. Messaggerie Musicali S.p.A.

## Il brano
Memole dolce Memole è un brano musicale inciso da Cristina D'Avena, come sigla dell'anime omonimo, scritto da Alessandra Valeri Manera su musica e arrangiamento di Giordano Bruno Martelli.
La base musicale è stata usata in Francia per la serie animata Le tour du monde de Lydie con il titolo Lydie et la clé magique, poi successivamente pubblicata col titolo della serie. Sul lato b è incisa la versione strumentale, presente anche sul 45 giri della versione francese.Il singolo riuscì a toccare la diciassettesima posizione dei singoli più venduti.
Nell'album 30 e poi... - Parte prima viene pubblicata una seconda versione del brano, con la chiusura ripetuta due volte come nel taglio televisivo.
Durante le ospitate a Colorado del 2016, Cristina D'Avena ha cantato diversi suoi pezzi uniti ad altre canzoni italiane o del panorama internazionale, per quanto riguarda Memole dolce Memole è stata cantata con Kiss di Prince.
Nel 2018 la canzone viene nuovamente arrangiata e interpretata dall'artista in duetto con Elisa per l'album Duets Forever - Tutti cantano Cristina. Inizialmente l'artista aveva proposto ad Arisa di cantare la canzone che ha preferito però cantare Magica, magica Emi.

## Tracce
- LP: FM 13114

Lato A
Testi di Alessandra Valeri Manera, musiche di Giordano Bruno Martelli; edizioni musicali Canale 5 Music.
1. Cristina D'Avena – Memole dolce Memole – 3:08

Lato B
Testi di Alessandra Valeri Manera, musiche di Giordano Bruno Martelli; edizioni musicali Canale 5 Music.
1. Memole dolce Memole (strumentale) – 3:08

## Produzione
- Alessandra Valeri Manera – Produzione artistica e discografica
- Direzione Creativa e Coordinamento Immagine Mediaset – Grafica

## Produzione e formazione del brano

### Memole dolce Memole
- Giordano Bruno Martelli – Produzione e arrangiamento
- Giovanni Bobbio – Registrazione e mixaggio al Bob Studio, Milano
- Orchestra di Giordano Bruno Martelli – Esecuzione brano
- I Piccoli Cantori di Milano – Cori
- Niny Comolli – Direzione
- Laura Marcora – Direzione

#### Memole dolce Memole (Kiss Mash-Up)
- Rocco Tanica – Adattamento testi
- Diego Maggi – Arrangiamento
- Andrea Pellegrini – Fonico

#### Memole dolce Memole (Versione 2018)
- Alessandro "Gengy" Di Guglielmo – Mastering a Elettroformati (Milano)
- Zef – Produzione per PLTNM Squad
- Marco Zangirolami – Arrangiamento e mixing
- Fabrizio Moroni – Chitarre

## Pubblicazioni all'interno di album e raccolte
Memole dolce Memole è stata pubblicata in alcuni album e diverse raccolte della cantante:
| Anno | Album                                                                           | Titolo                             | Versione                                            |
| ---- | ------------------------------------------------------------------------------- | ---------------------------------- | --------------------------------------------------- |
| 1986 | Fivelandia 4                                                                    | Memole dolce Memole                | Versione originale                                  |
| 1986 | Memole dolce Memole                                                             | Memole dolce Memole                | Versione originale                                  |
| 1987 | Cristina D'Avena con i tuoi amici in TV                                         | Memole dolce Memole                | Versione originale                                  |
| 1987 | Fivelandia TV                                                                   | Memole dolce Memole                | Videoclip utilizzato per la trasmissione televisiva |
| 1989 | Cristina D'Avena e i tuoi amici in TV 3                                         | Memole dolce Memole                | Versione originale                                  |
| 1991 | I grandi successi di Fivelandia                                                 | Memole dolce Memole                | Versione originale                                  |
| 1991 | Bim Bum Bam - Volume 1                                                          | Memole dolce Memole                | Versione originale                                  |
| 1993 | Cantiamo con Cristina - Un mondo di amici                                       | Memole dolce Memole                | Videoclip utilizzato per la trasmissione televisiva |
| 1997 | Un mondo di amici                                                               | Memole dolce Memole                | Versione originale                                  |
| 2000 | Cristina D'Avena e i tuoi amici in TV 13                                        | Memole dolce Memole                | Versione originale                                  |
| 2002 | Greatest Hits                                                                   | Memole dolce Memole                | Versione originale                                  |
| 2003 | Greatest Hits - Volume 1                                                        | Memole dolce Memole                | Versione originale                                  |
| 2004 | Cartoon Story                                                                   | Memole dolce Memole                | Versione originale                                  |
| 2005 | Cartoonlandia Girls                                                             | Memole dolce Memole                | Versione originale                                  |
| 2006 | Fivelandia 3 & 4                                                                | Memole dolce Memole                | Versione originale                                  |
| 2006 | Fivelandia 4                                                                    | Memole dolce Memole                | Versione originale                                  |
| 2006 | Cartoonlandia Boys&Girls Story                                                  | Memole dolce Memole                | Versione originale                                  |
| 2009 | Cristina for You                                                                | Memole dolce Memole                | Versione originale                                  |
| 2011 | Cristina for You                                                                | Memole dolce Memole                | Versione originale                                  |
| 2011 | Cartoonlandia Story '80-'90                                                     | Memole dolce Memole                | Versione originale                                  |
| 2011 | Il meglio di Cristina D'Avena                                                   | Memole dolce Memole                | Versione originale                                  |
| 2012 | Bim Bum Bam Compilation                                                         | Memole dolce Memole                | Versione originale                                  |
| 2012 | 30 e poi... - Parte prima                                                       | Memole dolce Memole                | Versione originale con il finale alternativo        |
| 2013 | –                                                                               | Memole dolce Memole                | Reinterpretazione in versione taglio televisivo     |
| 2016 | #le sigle più belle                                                             | Memole dolce Memole                | Versione originale                                  |
| 2016 | –                                                                               | Memole dolce Memole (Kiss Mash-Up) | –                                                   |
| 2017 | I grandi classici - Le sigle storiche dei cartoni di Canale 5, Italia 1, Rete 4 | Memole dolce Memole                | Versione originale                                  |
| 2018 | #le sigle più belle - Volume 1                                                  | Memole dolce Memole                | Versione originale                                  |
| 2018 | Le più belle sigle TV di Bim Bum Bam                                            | Memole dolce Memole                | Versione originale                                  |
| 2018 | Duets Forever - Tutti cantano Cristina                                          | Memole dolce Memole                | Versione 2018 in duetto con Elisa                   |
| 2018 | Duets + Duets Forever – Tutti cantano Cristina                                  | Memole dolce Memole                | Versione 2018 in duetto con Elisa                   |
| 2018 | Fivelandia Reloaded - Volume 4                                                  | Memole dolce Memole                | Versione originale                                  |